# Флэнаган, Терри
Терри Флэнаган (англ. Terry Flanagan; род. 11 июня 1989, Манчестер, Великобритания) — британский боксёр-профессионал, выступающий в лёгкой (до 61,24 кг) и 1-й полусредней (до 63,5 кг) весовых категориях. Среди профессионалов бывший чемпион мира по версии WBO (2015—2017) в лёгком весе.

## Любительская карьера
С 7 лет занимался боксом в клубе Ancoats Lads, затем в клубе Northside. На любительском ринге Терри провёл около 60 боёв.

## Профессиональная карьера
Флэнаган дебютировал на профессиональном ринге в январе 2009 года и до конца года выступал в полулёгкой весовой категории.
18 мая 2012 года завоевал вакантный титул чемпиона Англии по версии BBBofC в весовой категории до 59 кг.
Позже в 2012 году поднявшись в весе победил по очкам соотечественника, Дерри Мэтьюса.
27 апреля 2013 года досрочно победил бывшего чемпиона мира, американца, Нейта Кемпбелла.
26 июля 2014 года завоевал титул чемпиона Великобритании в весовой категории до 61,2 кг.
В феврале 2015 года завоевал титул чемпиона Европы по версии WBO.
11 июля 2015 года в бою за вакантный титул чемпиона мира по версии WBO, досрочно победил фаворита, небитого американца Хосе Сепеду (23-0) — который не вышел на 3-й раунд получив в бою травму левого плеча.
10 октября 2015 года в первой защите титула нокаутировал стойкого американца Диего Магдалено, на счету которого было 28 побед и лишь одно спорное поражение по очкам.
26 ноября 2016 года в очередной защите титула в Кардиффе (Уэльс) Фланаган встретился с 35-летним Орландо Крусом из Пуэрто-Рико. Фланаган имел явное преимущество по ходу боя, и в восьмом раунде, после двух нокдаунов Круса, бой был остановлен и присуждена победа Фланагану техническим нокаутом.

## Статистика профессиональных боёв
В таблице перечислены результаты всех поединков боксёров.
В каждой строке указан результат поединка. Дополнительно номер поединка обозначен цветом, который обозначает итог поединка. Расшифровка обозначений и цветов представлена в нижеследующей таблице.
| Пример | Расшифровка                     |
| ------ | ------------------------------- |
|        | Победа                          |
|        | Ничья                           |
|        | Поражение                       |
|        | Планируемый поединок            |
|        | Поединок признан несостоявшимся |
| КО     | Нокаут                          |
| ТКО    | Технический нокаут              |
| PTS    | Решение судей (по очкам)        |
| UD     | Единогласное решение судей      |
| MD     | Решение большинства судей       |
| SD     | Раздельное решение судей        |
| RTD    | Отказ от продолжения боя        |
| DQ     | Дисквалификация                 |
| NC     | Поединок признан несостоявшимся |

| Бой | Дата             | Соперник                 | Место проведения                              | Раундов          | Примечание |
| --- | ---------------- | ------------------------ | --------------------------------------------- | ---------------- | --- |
| 38  | 15 ноября 2019   | Джайро Дюран (14-6)      | Olympia, Ливерпуль, Мерсисайд, Великобритания | PTS (8)          | Счёт: 80-71. |
| 37  | 11 октября 2019  | Майкл Анса (18-9-2)      | Белфаст, Северная Ирландия, Великобритания    | DQ 4 (8), 2:58   | |
| 36  | 12 июля 2019     | Джон Сегу (19-8-2)       | Olympia, Ливерпуль, Мерсисайд, Великобритания | KO 5 (8), 0:25   | |
| 35  | 27 октября 2018  | Реджис Прогрейс (22-0)   | Новый Орлеан, Луизиана, США                   | UD (12)          | Бой за титул чемпиона по версии WBC Diamond в 1-й полусреднем весе. Счёт: 110-117, 109-118, 108-119.                         |
| 34  | 9 июня 2018      | Морис Хукер (23-0-3)     | Манчестер, Англия, Великобритания             | SD (12)          | Бой за вакантный титул чемпиона мира по версии WBO в 1-й полусреднем весе. Счёт: 113-115, 111-117, 117-111.                  |
| 33  | 8 апреля 2017    | Петр Петров (38-4-2)     | Манчестер, Англия, Великобритания             | UD (12)          | Защитил титул чемпиона мира по версии WBO в лёгком весе (5-я защита Флэнагана). Счёт: 116-112, 120-108, 118-110.             |
| 32  | 26 ноября 2016   | Орландо Крус (25-4-1)    | Кардифф, Уэльс, Великобритания                | TKO 8 (12), 0:43 | Защитил титул чемпиона мира по версии WBO в лёгком весе (4-я защита Флэнагана). Счёт: 70-63, 70-63, 69-64.                   |
| 31  | 16 июля 2016     | Мзонке Фана (38-9)       | Кардифф, Уэльс, Великобритания                | UD (12)          | Защитил титул чемпиона мира по версии WBO в лёгком весе (3-я защита Флэнагана). Счёт: 120-106, 120-106, 120-106.             |
| 30  | 12 марта 2016    | Дерри Мэтьюс (38-9-2)    | Ливерпуль, Мерсисайд, Великобритания          | UD (12)          | Защитил титул чемпиона мира по версии WBO в лёгком весе (2-я защита Флэнагана). Счёт: 115-112, 117-110, 117-110.             |
| 29  | 10 октября 2015  | Диего Магдалено (28-1)   | Манчестер, Англия, Великобритания             | TKO 2 (12), 2:38 | Защитил титул чемпиона мира по версии WBO в лёгком весе (1-я защита Флэнагана). Счёт: 10-9, 10-9, 10-9.                      |
| 28  | 11 июля 2015     | Хосе Сепеда (23-0)       | Велодром, Манчестер, Англия, Великобритания   | RTD 2 (12), 3:00 | Завоевал вакантный титул чемпиона мира по версии WBO в лёгком весе.                                                          |
| 27  | 14 февраля 2015  | Стивен Ормонд (17-1)     | Вулвергемптон, Англия, Великобритания         | DQ 10 (12)       | Завоевал титул чемпиона Европы по версии WBO в лёгком весе (4-я защита Ормонда). Счёт: 88-82, 88-82, 88-82.                  |
| 26  | 13 декабря 2014  | Дэнни Литтл (3-3-1)      | Шеффилд, Англия, Великобритания               | TKO 5 (6)        | |
| 25  | 26 июля 2014     | Мартин Гетин (24-5-1)    | Манчестер, Англия, Великобритания             | RTD 7 (12)       | Завоевал вакантный титул чемпиона Великобритании по версии BBBofC в лёгком весе.                                             |
| 24  | 10 мая 2014      | Йордан Василев (16-35-2) | Ливерпуль, Мерсисайд, Великобритания          | TKO 2 (8)        | |
| 23  | 8 марта 2014     | Дьёрдь Мижеи (17-8)      | Ливерпуль, Мерсисайд, Великобритания          | PTS (8)          | Счёт: 80-72. |
| 22  | 15 ноября 2013   | Михал Дуфек (11-4-1)     | Блэкпул, Ланкашир, Великобритания             | PTS (6)          | Счёт: 60-54. |
| 21  | 5 октября 2013   | Майкл Грант (13-3-1)     | Олдем, Ланкашир, Великобритания               | TKO 2 (6)        | |
| 20  | 27 апреля 2013   | Нейт Кэмпбелл (36-10-1)  | Шеффилд, Англия, Великобритания               | RTD 4 (10)       | |
| 19  | 14 декабря 2012  | Микки Ковни (13-19)      | Блэкпул, Ланкашир, Великобритания             | RTD 3 (6)        | |
| 18  | 6 октября 2012   | Гари Сайкс (22-2)        | Ливерпуль, Мерсисайд, Великобритания          | SD (3)           | Финал турнира Prizefighter 26. Счёт: 29-28, 29-28, 28-29.                                                                    |
| 17  | 6 октября 2012   | Дерри Мэтьюс (31-7-1)    | Ливерпуль, Мерсисайд, Великобритания          | UD (3)           | Полуфинал турнира Prizefighter 26. Счёт: 29-27, 29-27, 29-27.                                                                |
| 16  | 6 октября 2012   | Патрик Уолш (10-1)       | Ливерпуль, Мерсисайд, Великобритания          | UD (3)           | Четвертьфинал турнира Prizefighter 26. Счёт: 29-28, 29-28, 29-28.                                                            |
| 15  | 22 сентября 2012 | Трой Джеймс (12-1-1)     | Манчестер, Англия, Великобритания             | UD (10)          | Защитил титул чемпиона Англии по версии BBBofC во втором полулёгком весе (1-я защита Флэнагана). Счёт: 99-92, 99-93, 98-94.  |
| 14  | 18 мая 2012      | Дуги Каррен (5-11-2)     | Манчестер, Англия, Великобритания             | UD (10)          | Завоевал титул чемпиона Англии по версии BBBofC во втором полулёгком весе (1-я защита Флэнагана). Счёт: 99-91, 99-90, 99-91. |
| 13  | 31 марта 2012    | Кристиан Лайт (6-116-6)  | Блэкпул, Ланкашир, Великобритания             | PTS (4)          | Счёт: 40-36. |
| 12  | 3 февраля 2012   | Скотт Мойзес (3-3)       | Манчестер, Англия, Великобритания             | PTS (6)          | Счёт: 60-53. |
| 11  | 18 декабря 2011  | Павел Сенков (2-39-4)    | Болтон, Ланкашир, Великобритания              | PTS (4)          | Счёт: 40-36. |
| 10  | 5 февраля 2011   | Льюис Браунинг (4-1)     | Брентвуд, Эссекс, Великобритания              | PTS (6)          | Счёт: 60-53. |
| 9   | 22 января 2011   | Стоян Сербезов (4-15)    | Донкастер, Йоркшир, Великобритания            | TKO 2 (6)        | |
| 8   | 21 ноября 2010   | Дуги Каррен (3-4)        | Манчестер, Англия, Великобритания             | PTS (6)          | Счёт: 60-54. |
| 7   | 17 сентября 2010 | Игнац Кашшаи (2-10-2)    | Манчестер, Англия, Великобритания             | TKO 2 (4)        | |
| 6   | 30 мая 2010      | Чаба Тот (3-3)           | Стейлибридж, Чешир, Великобритания            | KO 1 (4)         | |
| 5   | 20 декабря 2009  | Делрой Спенсер (11-92-3) | Болтон, Ланкашир, Великобритания              | TKO 3 (4)        | |
| 4   | 31 октября 2009  | Павел Сенков (2-7-1)     | Хаддерсфилд, Йоркшир, Великобритания          | PTS (4)          | Счёт: 40-36. |
| 3   | 1 августа 2009   | Майкл О’Гара (0-1)       | Колн, Ланкашир, Великобритания                | PTS (4)          | Счёт: 40-35. |
| 2   | 29 марта 2009    | Делрой Спенсер (10-82-3) | Болтон, Ланкашир, Великобритания              | PTS (6)          | |
| 1   | 24 января 2009   | Дэнни Макдермид (дебют)  | Блэкпул, Ланкашир, Великобритания             | PTS (6)          | |